# Lista över fornlämningar i Östhammars kommun (Alunda)
Lista över fornlämningar i Östhammars kommun (Alunda) är en förteckning av ett urval av de fornlämningar som finns i Alunda i Östhammars kommun.
| Namn                           | Lämningstyp                      | Tillkomsttid | Historisk indelning | Plats        | Läge                 | ID-nr          | Bild                                 |
| ------------------------------ | -------------------------------- | ------------ | ------------------- | ------------ | -------------------- | -------------- | ------------------------------------ |
| Alunda 1:1                     | Gravfält                         |              | Alunda, Uppland     |              | 60.119240, 18.144090 | 10020300010001 | Ladda upp en bild av detta fornminne |
| Alunda 2:1                     | Gravfält                         |              | Alunda, Uppland     |              | 60.119789, 18.148437 | 10020300020001 | Ladda upp en bild av detta fornminne |
| Alunda 3:1                     | Gravfält                         |              | Alunda, Uppland     |              | 60.119479, 18.149216 | 10020300030001 | Ladda upp en bild av detta fornminne |
| Alunda 4:1                     | Gravfält                         |              | Alunda, Uppland     |              | 60.120966, 18.151693 | 10020300040001 | Ladda upp en bild av detta fornminne |
| Alunda 6:1                     | Gravfält                         |              | Alunda, Uppland     |              | 60.120466, 18.153730 | 10020300060001 | Ladda upp en bild av detta fornminne |
| Alunda 7:1                     | Gravfält                         |              | Alunda, Uppland     |              | 60.053239, 18.133723 | 10020300070001 | Ladda upp en bild av detta fornminne |
| Alunda 9:1                     | Gravfält                         |              | Alunda, Uppland     |              | 60.051697, 18.126621 | 10020300090001 | Ladda upp en bild av detta fornminne |
| Alunda 18:1                    | Gravfält                         |              | Alunda, Uppland     |              | 60.117588, 18.148201 | 10020300180001 | Ladda upp en bild av detta fornminne |
| Alunda 19:1                    | Gravfält                         |              | Alunda, Uppland     |              | 60.046780, 18.101447 | 10020300190001 | Ladda upp en bild av detta fornminne |
| Alunda 20:1                    | Hög                              |              | Alunda, Uppland     |              | 60.049330, 18.104150 | 10020300200001 | Ladda upp en bild av detta fornminne |
| Alunda 21:1                    | Gravfält                         |              | Alunda, Uppland     |              | 60.048771, 18.110004 | 10020300210001 | Ladda upp en bild av detta fornminne |
| Alunda 22:1                    | Gravfält                         |              | Alunda, Uppland     |              | 60.048399, 18.111326 | 10020300220001 | Ladda upp en bild av detta fornminne |
| Alunda 23:1                    | Gravfält                         |              | Alunda, Uppland     |              | 60.045785, 18.120836 | 10020300230001 | Ladda upp en bild av detta fornminne |
| Alunda 24:1                    | Gravfält                         |              | Alunda, Uppland     |              | 60.048144, 18.123579 | 10020300240001 | Ladda upp en bild av detta fornminne |
| Hästhagen (Alunda 26:1)        | Gravfält                         |              | Alunda, Uppland     |              | 60.043642, 18.129803 | 10020300260001 | Ladda upp en bild av detta fornminne |
| Alunda 27:1                    | Gravfält                         |              | Alunda, Uppland     |              | 60.041719, 18.133324 | 10020300270001 | Ladda upp en bild av detta fornminne |
| Ekhagen (Alunda 28:1)          | Gravfält                         |              | Alunda, Uppland     |              | 60.047969, 18.131806 | 10020300280001 | Ladda upp en bild av detta fornminne |
| Alunda 30:1                    | Gravfält                         |              | Alunda, Uppland     |              | 60.049323, 18.094068 | 10020300300001 | Ladda upp en bild av detta fornminne |
| Alunda 31:1                    | Gravfält                         |              | Alunda, Uppland     |              | 60.057276, 18.080961 | 10020300310001 | Ladda upp en bild av detta fornminne |
| Alunda 32:1                    | Gravfält                         |              | Alunda, Uppland     |              | 60.055418, 18.086756 | 10020300320001 | Ladda upp en bild av detta fornminne |
| Alunda 34:1                    | Gravfält                         |              | Alunda, Uppland     |              | 60.058939, 18.050221 | 10020300340001 | Ladda upp en bild av detta fornminne |
| Alunda 37:1                    | Runristning                      |              | Alunda, Uppland     | Alunda kyrka | 60.059144, 18.068319 | 10020300370001 | Ladda upp en bild av detta fornminne |
| Alunda 37:2                    | Runristning                      |              | Alunda, Uppland     | Alunda kyrka | 60.059090, 18.068478 | 10020300370002 | Ladda upp en bild av detta fornminne |
| Alunda 39:1                    | Stensättning                     |              | Alunda, Uppland     |              | 60.059504, 18.053273 | 10020300390001 | Ladda upp en bild av detta fornminne |
| Alunda 39:3                    | Stensättning                     |              | Alunda, Uppland     |              | 60.059398, 18.053401 | 10020300390003 | Ladda upp en bild av detta fornminne |
| Alunda 39:4                    | Stensättning                     |              | Alunda, Uppland     |              | 60.059283, 18.053423 | 10020300390004 | Ladda upp en bild av detta fornminne |
| Alunda 40:1                    | Stensättning                     |              | Alunda, Uppland     |              | 60.087378, 18.053988 | 10020300400001 | Ladda upp en bild av detta fornminne |
| Alunda 40:2                    | Stensättning                     |              | Alunda, Uppland     |              | 60.087426, 18.053773 | 10020300400002 | Ladda upp en bild av detta fornminne |
| Alunda 42:1                    | Stensättning                     |              | Alunda, Uppland     |              | 60.091554, 18.052101 | 10020300420001 | Ladda upp en bild av detta fornminne |
| Alunda 42:2                    | Stensättning                     |              | Alunda, Uppland     |              | 60.091455, 18.052198 | 10020300420002 | Ladda upp en bild av detta fornminne |
| Alunda 43:1                    | Gravfält                         |              | Alunda, Uppland     |              | 60.087759, 18.055163 | 10020300430001 | Ladda upp en bild av detta fornminne |
| Alunda 44:1                    | Husgrund, förhistorisk/medeltida |              | Alunda, Uppland     |              | 60.087507, 18.060772 | 10020300440001 | Ladda upp en bild av detta fornminne |
| Asphagen (Alunda 45:1)         | Gravfält                         |              | Alunda, Uppland     |              | 60.087282, 18.082724 | 10020300450001 | Ladda upp en bild av detta fornminne |
| Alunda 47:1                    | Gravfält                         |              | Alunda, Uppland     |              | 60.095097, 18.076318 | 10020300470001 | Ladda upp en bild av detta fornminne |
| Alunda 48:1                    | Gravfält                         |              | Alunda, Uppland     |              | 60.096324, 18.077262 | 10020300480001 | Ladda upp en bild av detta fornminne |
| Alunda 49:1                    | Gravfält                         |              | Alunda, Uppland     |              | 60.098387, 18.082020 | 10020300490001 | Ladda upp en bild av detta fornminne |
| Alunda 50:1                    | Gravfält                         |              | Alunda, Uppland     |              | 60.098187, 18.093955 | 10020300500001 | Ladda upp en bild av detta fornminne |
| Alunda 51:1                    | Gravfält                         |              | Alunda, Uppland     |              | 60.096393, 18.093555 | 10020300510001 | Ladda upp en bild av detta fornminne |
| Alunda 52:1                    | Gravfält                         |              | Alunda, Uppland     |              | 60.095239, 18.094561 | 10020300520001 | Ladda upp en bild av detta fornminne |
| Alunda 53:1                    | Stensättning                     |              | Alunda, Uppland     |              | 60.095567, 18.097739 | 10020300530001 | Ladda upp en bild av detta fornminne |
| Alunda 53:2                    | Stensättning                     |              | Alunda, Uppland     |              | 60.095663, 18.097945 | 10020300530002 | Ladda upp en bild av detta fornminne |
| Alunda 54:1                    | Gravfält                         |              | Alunda, Uppland     |              | 60.091836, 18.096800 | 10020300540001 | Ladda upp en bild av detta fornminne |
| Alunda 55:1                    | Gravfält                         |              | Alunda, Uppland     |              | 60.092549, 18.099064 | 10020300550001 | Ladda upp en bild av detta fornminne |
| Alunda 56:1                    | Husgrund, förhistorisk/medeltida |              | Alunda, Uppland     |              | 60.094080, 18.094763 | 10020300560001 | Ladda upp en bild av detta fornminne |
| Alunda 57:1                    | Gravfält                         |              | Alunda, Uppland     |              | 60.097175, 18.085633 | 10020300570001 | Ladda upp en bild av detta fornminne |
| Alunda 58:1                    | Gravfält                         |              | Alunda, Uppland     |              | 60.095477, 18.083868 | 10020300580001 | Ladda upp en bild av detta fornminne |
| Alunda 59:1                    | Gravfält                         |              | Alunda, Uppland     |              | 60.095284, 18.083341 | 10020300590001 | Ladda upp en bild av detta fornminne |
| Alunda 60:1                    | Stensättning                     |              | Alunda, Uppland     |              | 60.091141, 18.080216 | 10020300600001 | Ladda upp en bild av detta fornminne |
| Alunda 61:1                    | Stensättning                     |              | Alunda, Uppland     |              | 60.092277, 18.081289 | 10020300610001 | Ladda upp en bild av detta fornminne |
| Alunda 61:2                    | Stensättning                     |              | Alunda, Uppland     |              | 60.092177, 18.081353 | 10020300610002 | Ladda upp en bild av detta fornminne |
| Alunda 62:1                    | Gravfält                         |              | Alunda, Uppland     |              | 60.089219, 18.089884 | 10020300620001 | Ladda upp en bild av detta fornminne |
| Alunda 63:1                    | Gravfält                         |              | Alunda, Uppland     |              | 60.090764, 18.087366 | 10020300630001 | Ladda upp en bild av detta fornminne |
| Alunda 64:1                    | Stensättning                     |              | Alunda, Uppland     |              | 60.083483, 18.089841 | 10020300640001 | Ladda upp en bild av detta fornminne |
| Alunda 65:1                    | Gravfält                         |              | Alunda, Uppland     |              | 60.083948, 18.098822 | 10020300650001 | Ladda upp en bild av detta fornminne |
| Alunda 67:1                    | Gravfält                         |              | Alunda, Uppland     |              | 60.090282, 18.051001 | 10020300670001 | Ladda upp en bild av detta fornminne |
| Alunda 68:1                    | Gravfält                         |              | Alunda, Uppland     |              | 60.102548, 18.061698 | 10020300680001 | Ladda upp en bild av detta fornminne |
| Alunda 69:1                    | Stensättning                     |              | Alunda, Uppland     |              | 60.101941, 18.059277 | 10020300690001 | Ladda upp en bild av detta fornminne |
| Kvarnbacken (Alunda 71:1)      | Gravfält                         |              | Alunda, Uppland     |              | 60.105111, 18.077687 | 10020300710001 | Ladda upp en bild av detta fornminne |
| Alunda 72:1                    | Gravfält                         |              | Alunda, Uppland     |              | 60.096626, 18.063791 | 10020300720001 | Ladda upp en bild av detta fornminne |
| Alunda 73:1                    | Gravfält                         |              | Alunda, Uppland     |              | 60.066406, 18.085155 | 10020300730001 | Ladda upp en bild av detta fornminne |
| Alunda 74:1                    | Gravfält                         |              | Alunda, Uppland     |              | 60.071070, 18.090094 | 10020300740001 | Ladda upp en bild av detta fornminne |
| Alunda 75:1                    | Stensättning                     |              | Alunda, Uppland     |              | 60.073488, 18.093337 | 10020300750001 | Ladda upp en bild av detta fornminne |
| Alunda 76:1                    | Gravfält                         |              | Alunda, Uppland     |              | 60.076879, 18.094350 | 10020300760001 | Ladda upp en bild av detta fornminne |
| Alunda 78:1                    | Stensättning                     |              | Alunda, Uppland     |              | 60.082543, 18.056281 | 10020300780001 | Ladda upp en bild av detta fornminne |
| Alunda 78:2                    | Stensättning                     |              | Alunda, Uppland     |              | 60.082271, 18.056156 | 10020300780002 | Ladda upp en bild av detta fornminne |
| Alunda 78:3                    | Röse                             |              | Alunda, Uppland     |              | 60.082084, 18.056063 | 10020300780003 | Ladda upp en bild av detta fornminne |
| Alunda 79:1                    | Husgrund, förhistorisk/medeltida |              | Alunda, Uppland     |              | 60.087352, 18.056980 | 10020300790001 | Ladda upp en bild av detta fornminne |
| Alunda 80:1                    | Stensättning                     |              | Alunda, Uppland     |              | 60.078709, 18.069959 | 10020300800001 | Ladda upp en bild av detta fornminne |
| Alunda 82:1                    | Gravfält                         |              | Alunda, Uppland     |              | 60.081611, 18.059310 | 10020300820001 | Ladda upp en bild av detta fornminne |
| Alunda 83:1                    | Stensättning                     |              | Alunda, Uppland     |              | 60.079763, 18.062765 | 10020300830001 | Ladda upp en bild av detta fornminne |
| Alunda 84:1                    | Röse                             |              | Alunda, Uppland     |              | 60.084225, 18.070130 | 10020300840001 | Ladda upp en bild av detta fornminne |
| Alunda 85:1                    | Stensättning                     |              | Alunda, Uppland     |              | 60.081818, 18.070080 | 10020300850001 | Ladda upp en bild av detta fornminne |
| Alunda 85:2                    | Stensättning                     |              | Alunda, Uppland     |              | 60.081938, 18.070185 | 10020300850002 | Ladda upp en bild av detta fornminne |
| Alunda 86:1                    | Gravfält                         |              | Alunda, Uppland     |              | 60.038314, 18.065315 | 10020300860001 | Ladda upp en bild av detta fornminne |
| Alunda 87:1                    | Röse                             |              | Alunda, Uppland     |              | 60.038299, 18.057655 | 10020300870001 | Ladda upp en bild av detta fornminne |
| Alunda 88:1                    | Gravfält                         |              | Alunda, Uppland     |              | 60.074733, 18.100852 | 10020300880001 | Ladda upp en bild av detta fornminne |
| Alunda 89:1                    | Gravfält                         |              | Alunda, Uppland     |              | 60.075132, 18.099256 | 10020300890001 | Ladda upp en bild av detta fornminne |
| Alunda 90:1                    | Gravfält                         |              | Alunda, Uppland     |              | 60.074311, 18.096755 | 10020300900001 | Ladda upp en bild av detta fornminne |
| Alunda 95:1                    | Röse                             |              | Alunda, Uppland     |              | 60.032183, 18.179738 | 10020300950001 | Ladda upp en bild av detta fornminne |
| Alunda 96:1                    | Gravfält                         |              | Alunda, Uppland     |              | 60.046108, 18.136347 | 10020300960001 | Ladda upp en bild av detta fornminne |
| Alunda 99:1                    | Husgrund, förhistorisk/medeltida |              | Alunda, Uppland     |              | 60.096912, 18.067465 | 10020300990001 | Ladda upp en bild av detta fornminne |
| Kvarnbacken (Alunda 101:1)     | Gravfält                         |              | Alunda, Uppland     |              | 60.026956, 18.022922 | 10020301010001 | Ladda upp en bild av detta fornminne |
| Alunda 102:1                   | Gravfält                         |              | Alunda, Uppland     |              | 60.029575, 18.031394 | 10020301020001 | Ladda upp en bild av detta fornminne |
| Alunda 103:1                   | Gravfält                         |              | Alunda, Uppland     |              | 60.032865, 18.033452 | 10020301030001 | Ladda upp en bild av detta fornminne |
| Alunda 105:1                   | Hög                              |              | Alunda, Uppland     |              | 60.032072, 18.021957 | 10020301050001 | Ladda upp en bild av detta fornminne |
| Alunda 105:2                   | Stensättning                     |              | Alunda, Uppland     |              | 60.032023, 18.021732 | 10020301050002 | Ladda upp en bild av detta fornminne |
| Alunda 107:1                   | Gravfält                         |              | Alunda, Uppland     |              | 60.035205, 18.037786 | 10020301070001 | Ladda upp en bild av detta fornminne |
| Alunda 108:1                   | Gravfält                         |              | Alunda, Uppland     |              | 60.038513, 18.039761 | 10020301080001 | Ladda upp en bild av detta fornminne |
| Alunda 109:1                   | Gravfält                         |              | Alunda, Uppland     |              | 60.037626, 18.038511 | 10020301090001 | Ladda upp en bild av detta fornminne |
| Alunda 111:1                   | Gravfält                         |              | Alunda, Uppland     |              | 60.038737, 18.037104 | 10020301110001 | Ladda upp en bild av detta fornminne |
| Alunda 112:1                   | Grav- och boplatsområde          |              | Alunda, Uppland     |              | 60.097189, 18.044574 | 10020301120001 | Ladda upp en bild av detta fornminne |
| Alunda 113:1                   | Röse                             |              | Alunda, Uppland     |              | 60.091566, 18.047651 | 10020301130001 | Ladda upp en bild av detta fornminne |
| Alunda 113:2                   | Röse                             |              | Alunda, Uppland     |              | 60.091862, 18.047391 | 10020301130002 | Ladda upp en bild av detta fornminne |
| Alunda 113:3                   | Stensättning                     |              | Alunda, Uppland     |              | 60.092138, 18.047187 | 10020301130003 | Ladda upp en bild av detta fornminne |
| Alunda 113:4                   | Röse                             |              | Alunda, Uppland     |              | 60.091116, 18.048040 | 10020301130004 | Ladda upp en bild av detta fornminne |
| Alunda 114:1                   | Gravfält                         |              | Alunda, Uppland     |              | 60.089628, 18.041210 | 10020301140001 | Ladda upp en bild av detta fornminne |
| Alunda 115:1                   | Gravfält                         |              | Alunda, Uppland     |              | 60.087739, 18.041968 | 10020301150001 | Ladda upp en bild av detta fornminne |
| Alunda 116:1                   | Gravfält                         |              | Alunda, Uppland     |              | 60.091306, 18.043568 | 10020301160001 | Ladda upp en bild av detta fornminne |
| Alunda 117:1                   | Gravfält                         |              | Alunda, Uppland     |              | 60.093266, 18.049661 | 10020301170001 | Ladda upp en bild av detta fornminne |
| Alunda 119:1                   | Gravfält                         |              | Alunda, Uppland     |              | 60.105822, 18.052717 | 10020301190001 | Ladda upp en bild av detta fornminne |
| Alunda 120:3                   | Stensättning                     |              | Alunda, Uppland     |              | 60.096763, 18.040564 | 10020301200003 | Ladda upp en bild av detta fornminne |
| Alunda 121:1                   | Stensättning                     |              | Alunda, Uppland     |              | 60.095747, 18.043251 | 10020301210001 | Ladda upp en bild av detta fornminne |
| Alunda 123:1                   | Röse                             |              | Alunda, Uppland     |              | 60.089714, 18.047120 | 10020301230001 | Ladda upp en bild av detta fornminne |
| Alunda 123:2                   | Stensättning                     |              | Alunda, Uppland     |              | 60.089671, 18.046930 | 10020301230002 | Ladda upp en bild av detta fornminne |
| Alunda 124:1                   | Gravfält                         |              | Alunda, Uppland     |              | 60.090364, 18.047008 | 10020301240001 | Ladda upp en bild av detta fornminne |
| Alunda 125:1                   | Gravfält                         |              | Alunda, Uppland     |              | 60.090958, 18.045705 | 10020301250001 | Ladda upp en bild av detta fornminne |
| Alunda 126:1                   | Röse                             |              | Alunda, Uppland     |              | 60.091073, 18.051441 | 10020301260001 | Ladda upp en bild av detta fornminne |
| Alunda 126:2                   | Stensättning                     |              | Alunda, Uppland     |              | 60.091189, 18.051301 | 10020301260002 | Ladda upp en bild av detta fornminne |
| Alunda 128:1                   | Gravfält                         |              | Alunda, Uppland     |              | 60.090492, 18.048654 | 10020301280001 | Ladda upp en bild av detta fornminne |
| Alunda 129:1                   | Stensättning                     |              | Alunda, Uppland     |              | 60.094735, 18.044288 | 10020301290001 | Ladda upp en bild av detta fornminne |
| Alunda 131:1                   | Gravfält                         |              | Alunda, Uppland     |              | 60.044202, 18.044158 | 10020301310001 | Ladda upp en bild av detta fornminne |
| Alunda 132:1                   | Gravfält                         |              | Alunda, Uppland     |              | 60.046472, 18.045543 | 10020301320001 | Ladda upp en bild av detta fornminne |
| Alunda 133:1                   | Gravfält                         |              | Alunda, Uppland     |              | 60.046669, 18.048746 | 10020301330001 | Ladda upp en bild av detta fornminne |
| Alunda 134:1                   | Gravfält                         |              | Alunda, Uppland     |              | 60.048745, 18.038161 | 10020301340001 | Ladda upp en bild av detta fornminne |
| Alunda 135:1                   | Gravfält                         |              | Alunda, Uppland     |              | 60.050440, 18.034774 | 10020301350001 | Ladda upp en bild av detta fornminne |
| Alunda 136:1                   | Stensättning                     |              | Alunda, Uppland     |              | 60.050942, 18.038439 | 10020301360001 | Ladda upp en bild av detta fornminne |
| Alunda 137:1                   | Gravfält                         |              | Alunda, Uppland     |              | 60.049245, 18.045883 | 10020301370001 | Ladda upp en bild av detta fornminne |
| Alunda 138:1                   | Gravfält                         |              | Alunda, Uppland     |              | 60.061739, 18.046279 | 10020301380001 | Ladda upp en bild av detta fornminne |
| Alunda 139:1                   | Gravfält                         |              | Alunda, Uppland     |              | 60.061881, 18.032131 | 10020301390001 | Ladda upp en bild av detta fornminne |
| Alunda 140:1                   | Hög                              |              | Alunda, Uppland     |              | 60.054823, 18.026721 | 10020301400001 | Ladda upp en bild av detta fornminne |
| Alunda 140:2                   | Hög                              |              | Alunda, Uppland     |              | 60.054827, 18.026926 | 10020301400002 | Ladda upp en bild av detta fornminne |
| Alunda 140:3                   | Stensättning                     |              | Alunda, Uppland     |              | 60.054865, 18.026508 | 10020301400003 | Ladda upp en bild av detta fornminne |
| Alunda 140:4                   | Stensättning                     |              | Alunda, Uppland     |              | 60.054782, 18.026532 | 10020301400004 | Ladda upp en bild av detta fornminne |
| Alunda 141:1                   | Gravfält                         |              | Alunda, Uppland     |              | 60.055967, 18.025706 | 10020301410001 | Ladda upp en bild av detta fornminne |
| Alunda 142:1                   | Stensättning                     |              | Alunda, Uppland     |              | 60.052175, 18.035620 | 10020301420001 | Ladda upp en bild av detta fornminne |
| Alunda 142:2                   | Stensättning                     |              | Alunda, Uppland     |              | 60.052126, 18.035344 | 10020301420002 | Ladda upp en bild av detta fornminne |
| Alunda 142:3                   | Stensättning                     |              | Alunda, Uppland     |              | 60.052255, 18.035801 | 10020301420003 | Ladda upp en bild av detta fornminne |
| Alunda 142:4                   | Stensättning                     |              | Alunda, Uppland     |              | 60.052121, 18.035792 | 10020301420004 | Ladda upp en bild av detta fornminne |
| Alunda 143:1                   | Stensättning                     |              | Alunda, Uppland     |              | 60.102055, 18.047340 | 10020301430001 | Ladda upp en bild av detta fornminne |
| Alunda 143:2                   | Stensättning                     |              | Alunda, Uppland     |              | 60.101998, 18.046897 | 10020301430002 | Ladda upp en bild av detta fornminne |
| Sjöbrunnsberget (Alunda 144:1) | Gravfält                         |              | Alunda, Uppland     |              | 60.038731, 18.046811 | 10020301440001 | Ladda upp en bild av detta fornminne |
| Alunda 145:1                   | Gravfält                         |              | Alunda, Uppland     |              | 60.064864, 18.176554 | 10020301450001 | Ladda upp en bild av detta fornminne |
| Alunda 146:1                   | Stensättning                     |              | Alunda, Uppland     |              | 60.063501, 18.177694 | 10020301460001 | Ladda upp en bild av detta fornminne |
| Alunda 146:2                   | Stensättning                     |              | Alunda, Uppland     |              | 60.063418, 18.177889 | 10020301460002 | Ladda upp en bild av detta fornminne |
| Alunda 147:1                   | Gravfält                         |              | Alunda, Uppland     |              | 60.061988, 18.182029 | 10020301470001 | Ladda upp en bild av detta fornminne |
| Alunda 150:1                   | Gravfält                         |              | Alunda, Uppland     |              | 60.061931, 18.178245 | 10020301500001 | Ladda upp en bild av detta fornminne |
| Alunda 154:1                   | Gravfält                         |              | Alunda, Uppland     |              | 60.066647, 18.171048 | 10020301540001 | Ladda upp en bild av detta fornminne |
| Alunda 156:1                   | Stensättning                     |              | Alunda, Uppland     |              | 60.066044, 18.161293 | 10020301560001 | Ladda upp en bild av detta fornminne |
| Alunda 157:1                   | Gravfält                         |              | Alunda, Uppland     |              | 60.065564, 18.164704 | 10020301570001 | Ladda upp en bild av detta fornminne |
| Alunda 158:1                   | Stensättning                     |              | Alunda, Uppland     |              | 60.065032, 18.156142 | 10020301580001 | Ladda upp en bild av detta fornminne |
| Alunda 159:1                   | Stensättning                     |              | Alunda, Uppland     |              | 60.063747, 18.143916 | 10020301590001 | Ladda upp en bild av detta fornminne |
| Alunda 160:1                   | Gravfält                         |              | Alunda, Uppland     |              | 60.064489, 18.145277 | 10020301600001 | Ladda upp en bild av detta fornminne |
| Alunda 161:1                   | Gravfält                         |              | Alunda, Uppland     |              | 60.071346, 18.153615 | 10020301610001 | Ladda upp en bild av detta fornminne |
| Alunda 163:1                   | Gravfält                         |              | Alunda, Uppland     |              | 60.070289, 18.161698 | 10020301630001 | Ladda upp en bild av detta fornminne |
| Alunda 165:1                   | Gravfält                         |              | Alunda, Uppland     |              | 60.074254, 18.163744 | 10020301650001 | Ladda upp en bild av detta fornminne |
| Alunda 166:1                   | Gravfält                         |              | Alunda, Uppland     |              | 60.076019, 18.163970 | 10020301660001 | Ladda upp en bild av detta fornminne |
| Alunda 167:1                   | Stensättning                     |              | Alunda, Uppland     |              | 60.076625, 18.169267 | 10020301670001 | Ladda upp en bild av detta fornminne |
| Alunda 167:2                   | Stensättning                     |              | Alunda, Uppland     |              | 60.076691, 18.169063 | 10020301670002 | Ladda upp en bild av detta fornminne |
| Alunda 167:3                   | Stensättning                     |              | Alunda, Uppland     |              | 60.076790, 18.169161 | 10020301670003 | Ladda upp en bild av detta fornminne |
| Alunda 168:1                   | Stensättning                     |              | Alunda, Uppland     |              | 60.073439, 18.094171 | 10020301680001 | Ladda upp en bild av detta fornminne |
| Alunda 168:2                   | Stensättning                     |              | Alunda, Uppland     |              | 60.073478, 18.094647 | 10020301680002 | Ladda upp en bild av detta fornminne |
| Alunda 170:1                   | Stensättning                     |              | Alunda, Uppland     |              | 60.092948, 18.091902 | 10020301700001 | Ladda upp en bild av detta fornminne |
| Alunda 173:1                   | Grav- och boplatsområde          |              | Alunda, Uppland     |              | 60.092786, 18.050625 | 10020301730001 | Ladda upp en bild av detta fornminne |
| Alunda 174:1                   | Grav markerad av sten/block      |              | Alunda, Uppland     |              | 60.094368, 18.042328 | 10020301740001 | Ladda upp en bild av detta fornminne |
| Alunda 175:1                   | Röse                             |              | Alunda, Uppland     |              | 60.088873, 18.043428 | 10020301750001 | Ladda upp en bild av detta fornminne |
| Alunda 175:2                   | Husgrund, förhistorisk/medeltida |              | Alunda, Uppland     |              | 60.089199, 18.043562 | 10020301750002 | Ladda upp en bild av detta fornminne |
| Alunda 177:1                   | Gravfält                         |              | Alunda, Uppland     |              | 60.081390, 18.063818 | 10020301770001 | Ladda upp en bild av detta fornminne |
| Alunda 178:1                   | Stensättning                     |              | Alunda, Uppland     |              | 60.083434, 18.059559 | 10020301780001 | Ladda upp en bild av detta fornminne |
| Alunda 179:1                   | Gravfält                         |              | Alunda, Uppland     |              | 60.080657, 18.054947 | 10020301790001 | Ladda upp en bild av detta fornminne |
| Alunda 181:1                   | Gravfält                         |              | Alunda, Uppland     |              | 60.064423, 18.164797 | 10020301810001 | Ladda upp en bild av detta fornminne |
| Alunda 182:1                   | Husgrund, förhistorisk/medeltida |              | Alunda, Uppland     |              | 60.061590, 18.027543 | 10020301820001 | Ladda upp en bild av detta fornminne |
| Alunda 183:1                   | Gravfält                         |              | Alunda, Uppland     |              | 60.058571, 18.019835 | 10020301830001 | Ladda upp en bild av detta fornminne |
| Alunda 184:1                   | Husgrund, förhistorisk/medeltida |              | Alunda, Uppland     |              | 60.057301, 18.023366 | 10020301840001 | Ladda upp en bild av detta fornminne |
| Alunda 184:2                   | Husgrund, förhistorisk/medeltida |              | Alunda, Uppland     |              | 60.056878, 18.023233 | 10020301840002 | Ladda upp en bild av detta fornminne |
| Alunda 185:1                   | Gravfält                         |              | Alunda, Uppland     |              | 60.067146, 18.169481 | 10020301850001 | Ladda upp en bild av detta fornminne |
| Alunda 186:1                   | Stensättning                     |              | Alunda, Uppland     |              | 60.055834, 18.177414 | 10020301860001 | Ladda upp en bild av detta fornminne |
| Alunda 188:1                   | Gravfält                         |              | Alunda, Uppland     |              | 60.050931, 18.137107 | 10020301880001 | Ladda upp en bild av detta fornminne |
| Alunda 189:1                   | Gravfält                         |              | Alunda, Uppland     |              | 60.049317, 18.134216 | 10020301890001 | Ladda upp en bild av detta fornminne |
| Alunda 191:1                   | Gravfält                         |              | Alunda, Uppland     |              | 60.037818, 18.051525 | 10020301910001 | Ladda upp en bild av detta fornminne |
| Skanshagen (Alunda 194:1)      | Stensättning                     |              | Alunda, Uppland     |              | 60.053528, 18.035490 | 10020301940001 | Ladda upp en bild av detta fornminne |
| Skanshagen (Alunda 194:2)      | Stensättning                     |              | Alunda, Uppland     |              | 60.053095, 18.035389 | 10020301940002 | Ladda upp en bild av detta fornminne |
| Alunda 196:1                   | Stensättning                     |              | Alunda, Uppland     |              | 60.056921, 18.040166 | 10020301960001 | Ladda upp en bild av detta fornminne |
| Alunda 196:2                   | Stensättning                     |              | Alunda, Uppland     |              | 60.057035, 18.040270 | 10020301960002 | Ladda upp en bild av detta fornminne |
| Alunda 197:1                   | Stensättning                     |              | Alunda, Uppland     |              | 60.060061, 18.193810 | 10020301970001 | Ladda upp en bild av detta fornminne |
| Alunda 197:2                   | Stensättning                     |              | Alunda, Uppland     |              | 60.060015, 18.193027 | 10020301970002 | Ladda upp en bild av detta fornminne |
| Alunda 202:1                   | Gravfält                         |              | Alunda, Uppland     |              | 60.068267, 17.973461 | 10020302020001 | Ladda upp en bild av detta fornminne |
| Alunda 203:1                   | Gravfält                         |              | Alunda, Uppland     |              | 60.065832, 17.974809 | 10020302030001 | Ladda upp en bild av detta fornminne |
| Alunda 208:1                   | Gravfält                         |              | Alunda, Uppland     |              | 60.116155, 18.068115 | 10020302080001 | Ladda upp en bild av detta fornminne |
| Alunda 210:1                   | Hällristning                     |              | Alunda, Uppland     |              | 60.112073, 18.082342 | 10020302100001 | Ladda upp en bild av detta fornminne |
| Alunda 211:1                   | Hällristning                     |              | Alunda, Uppland     |              | 60.112179, 18.080955 | 10020302110001 | Ladda upp en bild av detta fornminne |
| Alunda 212:1                   | Hällristning                     |              | Alunda, Uppland     |              | 60.110577, 18.085904 | 10020302120001 | Ladda upp en bild av detta fornminne |
| Alunda 213:1                   | Hög                              |              | Alunda, Uppland     |              | 60.109250, 18.062942 | 10020302130001 | Ladda upp en bild av detta fornminne |
| Alunda 214:1                   | Gravfält                         |              | Alunda, Uppland     |              | 60.110378, 18.061958 | 10020302140001 | Ladda upp en bild av detta fornminne |
| Alunda 215:1                   | Gravfält                         |              | Alunda, Uppland     |              | 60.118561, 18.066769 | 10020302150001 | Ladda upp en bild av detta fornminne |
| Alunda 224:1                   | Gravfält                         |              | Alunda, Uppland     |              | 60.054459, 18.024366 | 10020302240001 | Ladda upp en bild av detta fornminne |
| Alunda 235:1                   | Stensättning                     |              | Alunda, Uppland     |              | 60.061845, 18.167063 | 10020302350001 | Ladda upp en bild av detta fornminne |
| Kvarnbacken (Alunda 236:1)     | Gravfält                         |              | Alunda, Uppland     |              | 60.057476, 18.186603 | 10020302360001 | Ladda upp en bild av detta fornminne |
| Alunda 239:1                   | Gravfält                         |              | Alunda, Uppland     |              | 60.089935, 18.048542 | 10020302390001 | Ladda upp en bild av detta fornminne |
| Alunda 244:1                   | Stensättning                     |              | Alunda, Uppland     |              | 60.061278, 18.043358 | 10020302440001 | Ladda upp en bild av detta fornminne |
| Alunda 246:1                   | Stensättning                     |              | Alunda, Uppland     |              | 60.061608, 18.020785 | 10020302460001 | Ladda upp en bild av detta fornminne |
| Alunda 246:2                   | Stensättning                     |              | Alunda, Uppland     |              | 60.061653, 18.020551 | 10020302460002 | Ladda upp en bild av detta fornminne |
| Alunda 246:3                   | Stensättning                     |              | Alunda, Uppland     |              | 60.061736, 18.020750 | 10020302460003 | Ladda upp en bild av detta fornminne |
| Alunda 247:1                   | Stensättning                     |              | Alunda, Uppland     |              | 60.060691, 18.021009 | 10020302470001 | Ladda upp en bild av detta fornminne |
| Alunda 247:2                   | Stensättning                     |              | Alunda, Uppland     |              | 60.060648, 18.020623 | 10020302470002 | Ladda upp en bild av detta fornminne |
| Alunda 248:1                   | Stensättning                     |              | Alunda, Uppland     |              | 60.060893, 18.022957 | 10020302480001 | Ladda upp en bild av detta fornminne |
| Alunda 248:2                   | Stensättning                     |              | Alunda, Uppland     |              | 60.060950, 18.022763 | 10020302480002 | Ladda upp en bild av detta fornminne |
| Alunda 248:3                   | Stensättning                     |              | Alunda, Uppland     |              | 60.061094, 18.022769 | 10020302480003 | Ladda upp en bild av detta fornminne |
| Alunda 249:1                   | Gravfält                         |              | Alunda, Uppland     |              | 60.060318, 18.023697 | 10020302490001 | Ladda upp en bild av detta fornminne |
| Alunda 250:1                   | Gravfält                         |              | Alunda, Uppland     |              | 60.059049, 18.020763 | 10020302500001 | Ladda upp en bild av detta fornminne |
| Alunda 301:1                   | Stensättning                     |              | Alunda, Uppland     |              | 60.046880, 18.216899 | 10020303010001 | Ladda upp en bild av detta fornminne |
| Alunda 302:1                   | Stensättning                     |              | Alunda, Uppland     |              | 60.047410, 18.218185 | 10020303020001 | Ladda upp en bild av detta fornminne |
| Alunda 302:2                   | Stensättning                     |              | Alunda, Uppland     |              | 60.047292, 18.218266 | 10020303020002 | Ladda upp en bild av detta fornminne |
| Alunda 303:1                   | Gravfält                         |              | Alunda, Uppland     |              | 60.045155, 18.215918 | 10020303030001 | Ladda upp en bild av detta fornminne |
| Alunda 305:1                   | Gravfält                         |              | Alunda, Uppland     |              | 60.053071, 18.213261 | 10020303050001 | Ladda upp en bild av detta fornminne |
| Alunda 307:1                   | Gravfält                         |              | Alunda, Uppland     |              | 60.051929, 18.215085 | 10020303070001 | Ladda upp en bild av detta fornminne |
| Alunda 310:1                   | Gravfält                         |              | Alunda, Uppland     |              | 60.040365, 18.221651 | 10020303100001 | Ladda upp en bild av detta fornminne |
| Alunda 311:1                   | Röse                             |              | Alunda, Uppland     |              | 60.057723, 18.202408 | 10020303110001 | Ladda upp en bild av detta fornminne |
| Alunda 311:2                   | Stensättning                     |              | Alunda, Uppland     |              | 60.057819, 18.202264 | 10020303110002 | Ladda upp en bild av detta fornminne |
| Alunda 311:3                   | Grav markerad av sten/block      |              | Alunda, Uppland     |              | 60.057605, 18.202362 | 10020303110003 | Ladda upp en bild av detta fornminne |
| Alunda 313:1                   | Röse                             |              | Alunda, Uppland     |              | 60.058419, 18.201447 | 10020303130001 | Ladda upp en bild av detta fornminne |
| Alunda 314:1                   | Hög                              |              | Alunda, Uppland     |              | 60.058923, 18.193861 | 10020303140001 | Ladda upp en bild av detta fornminne |
| Alunda 314:2                   | Hög                              |              | Alunda, Uppland     |              | 60.058824, 18.193870 | 10020303140002 | Ladda upp en bild av detta fornminne |
| Alunda 314:3                   | Hög                              |              | Alunda, Uppland     |              | 60.058839, 18.194157 | 10020303140003 | Ladda upp en bild av detta fornminne |
| Alunda 315:1                   | Gravfält                         |              | Alunda, Uppland     |              | 60.059285, 18.193027 | 10020303150001 | Ladda upp en bild av detta fornminne |
| Alunda 316:1                   | Gravfält                         |              | Alunda, Uppland     |              | 60.059270, 18.191826 | 10020303160001 | Ladda upp en bild av detta fornminne |
| Alunda 317:1                   | Hög                              |              | Alunda, Uppland     |              | 60.057158, 18.188834 | 10020303170001 | Ladda upp en bild av detta fornminne |
| Alunda 317:3                   | Stensättning                     |              | Alunda, Uppland     |              | 60.057271, 18.188771 | 10020303170003 | Ladda upp en bild av detta fornminne |
| Alunda 317:4                   | Hög                              |              | Alunda, Uppland     |              | 60.057253, 18.188568 | 10020303170004 | Ladda upp en bild av detta fornminne |
| Alunda 317:5                   | Stensättning                     |              | Alunda, Uppland     |              | 60.057277, 18.188168 | 10020303170005 | Ladda upp en bild av detta fornminne |
| Alunda 319:1                   | Gravfält                         |              | Alunda, Uppland     |              | 60.054128, 18.197292 | 10020303190001 | Ladda upp en bild av detta fornminne |
| Alunda 322:1                   | Röse                             |              | Alunda, Uppland     |              | 60.054435, 18.204195 | 10020303220001 | Ladda upp en bild av detta fornminne |
| Alunda 322:2                   | Stensättning                     |              | Alunda, Uppland     |              | 60.054607, 18.204071 | 10020303220002 | Ladda upp en bild av detta fornminne |
| Alunda 323:1                   | Gravfält                         |              | Alunda, Uppland     |              | 60.045327, 18.162555 | 10020303230001 | Ladda upp en bild av detta fornminne |
| Alunda 324:1                   | Gravfält                         |              | Alunda, Uppland     |              | 60.056200, 18.175444 | 10020303240001 | Ladda upp en bild av detta fornminne |
| Alunda 325:1                   | Gravfält                         |              | Alunda, Uppland     |              | 60.057387, 18.177260 | 10020303250001 | Ladda upp en bild av detta fornminne |
| Alunda 326:1                   | Gravfält                         |              | Alunda, Uppland     |              | 60.058163, 18.181216 | 10020303260001 | Ladda upp en bild av detta fornminne |
| Alunda 327:1                   | Gravfält                         |              | Alunda, Uppland     |              | 60.052537, 18.181441 | 10020303270001 | Ladda upp en bild av detta fornminne |
| Alunda 328:1                   | Gravfält                         |              | Alunda, Uppland     |              | 60.049723, 18.177236 | 10020303280001 | Ladda upp en bild av detta fornminne |
| Alunda 329:1                   | Gravfält                         |              | Alunda, Uppland     |              | 60.048851, 18.179891 | 10020303290001 | Ladda upp en bild av detta fornminne |
| Alunda 330:1                   | Gravfält                         |              | Alunda, Uppland     |              | 60.051856, 18.183633 | 10020303300001 | Ladda upp en bild av detta fornminne |
| Alunda 331:1                   | Gravfält                         |              | Alunda, Uppland     |              | 60.062917, 18.184920 | 10020303310001 | Ladda upp en bild av detta fornminne |
| Alunda 332:1                   | Hög                              |              | Alunda, Uppland     |              | 60.062208, 18.189256 | 10020303320001 | Ladda upp en bild av detta fornminne |
| Alunda 333:1                   | Gravfält                         |              | Alunda, Uppland     |              | 60.061978, 18.191046 | 10020303330001 | Ladda upp en bild av detta fornminne |
| Alunda 334:1                   | Gravfält                         |              | Alunda, Uppland     |              | 60.044627, 18.151385 | 10020303340001 | Ladda upp en bild av detta fornminne |
| Alunda 335:1                   | Röse                             |              | Alunda, Uppland     |              | 60.037050, 18.178881 | 10020303350001 | Ladda upp en bild av detta fornminne |
| Alunda 337:1                   | Röse                             |              | Alunda, Uppland     |              | 60.032080, 18.184643 | 10020303370001 | Ladda upp en bild av detta fornminne |
| Alunda 338:1                   | Gravfält                         |              | Alunda, Uppland     |              | 60.032690, 18.182757 | 10020303380001 | Ladda upp en bild av detta fornminne |
| Alunda 339:1                   | Gravfält                         |              | Alunda, Uppland     |              | 60.032117, 18.183257 | 10020303390001 | Ladda upp en bild av detta fornminne |
| Alunda 341:1                   | Grav- och boplatsområde          |              | Alunda, Uppland     |              | 60.029537, 18.199889 | 10020303410001 | Ladda upp en bild av detta fornminne |
| Alunda 342:1                   | Stensättning                     |              | Alunda, Uppland     |              | 60.029847, 18.196499 | 10020303420001 | Ladda upp en bild av detta fornminne |
| Alunda 342:2                   | Stensättning                     |              | Alunda, Uppland     |              | 60.029859, 18.196231 | 10020303420002 | Ladda upp en bild av detta fornminne |
| Husholmen (Alunda 343:1)       | Borg                             |              | Alunda, Uppland     |              | 60.035802, 18.155096 | 10020303430001 | Ladda upp en bild av detta fornminne |
| Alunda 344:1                   | Röse                             |              | Alunda, Uppland     |              | 60.039951, 18.152366 | 10020303440001 | Ladda upp en bild av detta fornminne |
| Alunda 346:1                   | Röse                             |              | Alunda, Uppland     |              | 60.028015, 18.206978 | 10020303460001 | Ladda upp en bild av detta fornminne |
| Lådasbacken (Alunda 347:1)     | Gravfält                         |              | Alunda, Uppland     |              | 60.027933, 18.204141 | 10020303470001 | Ladda upp en bild av detta fornminne |
| Alunda 351:1                   | Stensättning                     |              | Alunda, Uppland     |              | 60.035905, 18.202892 | 10020303510001 | Ladda upp en bild av detta fornminne |
| Alunda 354:1                   | Stensättning                     |              | Alunda, Uppland     |              | 60.032790, 18.199836 | 10020303540001 | Ladda upp en bild av detta fornminne |
| Alunda 354:2                   | Stensättning                     |              | Alunda, Uppland     |              | 60.032905, 18.199675 | 10020303540002 | Ladda upp en bild av detta fornminne |
| Alunda 355:1                   | Stensättning                     |              | Alunda, Uppland     |              | 60.126004, 18.133454 | 10020303550001 | Ladda upp en bild av detta fornminne |
| Alunda 355:2                   | Stensättning                     |              | Alunda, Uppland     |              | 60.126322, 18.133165 | 10020303550002 | Ladda upp en bild av detta fornminne |
| Alunda 358:1                   | Stensättning                     |              | Alunda, Uppland     |              | 60.117207, 18.139026 | 10020303580001 | Ladda upp en bild av detta fornminne |
| Alunda 359:1                   | Gravfält                         |              | Alunda, Uppland     |              | 60.116514, 18.135537 | 10020303590001 | Ladda upp en bild av detta fornminne |
| Alunda 360:1                   | Hög                              |              | Alunda, Uppland     |              | 60.118161, 18.134275 | 10020303600001 | Ladda upp en bild av detta fornminne |
| Alunda 360:2                   | Stensättning                     |              | Alunda, Uppland     |              | 60.118060, 18.134381 | 10020303600002 | Ladda upp en bild av detta fornminne |
| Alunda 360:3                   | Stensättning                     |              | Alunda, Uppland     |              | 60.118178, 18.134485 | 10020303600003 | Ladda upp en bild av detta fornminne |
| Alunda 362:1                   | Gravfält                         |              | Alunda, Uppland     |              | 60.119349, 18.130741 | 10020303620001 | Ladda upp en bild av detta fornminne |
| Alunda 363:1                   | Röse                             |              | Alunda, Uppland     |              | 60.119716, 18.131068 | 10020303630001 | Ladda upp en bild av detta fornminne |
| Alunda 364:1                   | Gravfält                         |              | Alunda, Uppland     |              | 60.096764, 18.098926 | 10020303640001 | Ladda upp en bild av detta fornminne |
| Alunda 368:1                   | Stensättning                     |              | Alunda, Uppland     |              | 60.093605, 18.128739 | 10020303680001 | Ladda upp en bild av detta fornminne |
| Alunda 368:2                   | Stensättning                     |              | Alunda, Uppland     |              | 60.093513, 18.128681 | 10020303680002 | Ladda upp en bild av detta fornminne |
| Alunda 368:3                   | Stensättning                     |              | Alunda, Uppland     |              | 60.093472, 18.128850 | 10020303680003 | Ladda upp en bild av detta fornminne |
| Alunda 368:4                   | Stensättning                     |              | Alunda, Uppland     |              | 60.093211, 18.128803 | 10020303680004 | Ladda upp en bild av detta fornminne |
| Alunda 371:1                   | Stensättning                     |              | Alunda, Uppland     |              | 60.118918, 18.131352 | 10020303710001 | Ladda upp en bild av detta fornminne |
| Alunda 372:1                   | Gravfält                         |              | Alunda, Uppland     |              | 60.103575, 18.077209 | 10020303720001 | Ladda upp en bild av detta fornminne |
| Alunda 373:1                   | Hällristning                     |              | Alunda, Uppland     |              | 60.111071, 18.085518 | 10020303730001 | Ladda upp en bild av detta fornminne |
| Alunda 374:1                   | Hällristning                     |              | Alunda, Uppland     |              | 60.110803, 18.086423 | 10020303740001 | Ladda upp en bild av detta fornminne |
| Alunda 379:1                   | Gravfält                         |              | Alunda, Uppland     |              | 60.096157, 18.081958 | 10020303790001 | Ladda upp en bild av detta fornminne |
| Alunda 380:1                   | Stensättning                     |              | Alunda, Uppland     |              | 60.085142, 18.083087 | 10020303800001 | Ladda upp en bild av detta fornminne |
| Alunda 381:1                   | Stensättning                     |              | Alunda, Uppland     |              | 60.085215, 18.082072 | 10020303810001 | Ladda upp en bild av detta fornminne |
| Alunda 382:1                   | Stensättning                     |              | Alunda, Uppland     |              | 60.086811, 18.077970 | 10020303820001 | Ladda upp en bild av detta fornminne |
| Alunda 385:1                   | Grav- och boplatsområde          |              | Alunda, Uppland     |              | 60.088900, 18.052895 | 10020303850001 | Ladda upp en bild av detta fornminne |
| Alunda 387:1                   | Stensättning                     |              | Alunda, Uppland     |              | 60.057444, 18.095342 | 10020303870001 | Ladda upp en bild av detta fornminne |
| Alunda 387:2                   | Stensättning                     |              | Alunda, Uppland     |              | 60.057227, 18.095331 | 10020303870002 | Ladda upp en bild av detta fornminne |
| Alunda 394:1                   | Stensättning                     |              | Alunda, Uppland     |              | 60.082525, 18.058211 | 10020303940001 | Ladda upp en bild av detta fornminne |
| Alunda 397:1                   | Gravfält                         |              | Alunda, Uppland     |              | 60.049193, 18.106212 | 10020303970001 | Ladda upp en bild av detta fornminne |
| Alunda 398:1                   | Gravfält                         |              | Alunda, Uppland     |              | 60.046735, 18.116321 | 10020303980001 | Ladda upp en bild av detta fornminne |
| Alunda 403:1                   | Gravfält                         |              | Alunda, Uppland     |              | 60.136141, 18.146918 | 10020304030001 | Ladda upp en bild av detta fornminne |
| Alunda 404:1                   | Gravfält                         |              | Alunda, Uppland     |              | 60.134055, 18.137151 | 10020304040001 | Ladda upp en bild av detta fornminne |
| Alunda 405:1                   | Gravfält                         |              | Alunda, Uppland     |              | 60.135146, 18.132048 | 10020304050001 | Ladda upp en bild av detta fornminne |
| Alunda 407:1                   | Gravfält                         |              | Alunda, Uppland     |              | 60.132604, 18.129914 | 10020304070001 | Ladda upp en bild av detta fornminne |
| Alunda 408:1                   | Stensättning                     |              | Alunda, Uppland     |              | 60.133337, 18.124851 | 10020304080001 | Ladda upp en bild av detta fornminne |
| Alunda 408:2                   | Stensättning                     |              | Alunda, Uppland     |              | 60.133217, 18.124930 | 10020304080002 | Ladda upp en bild av detta fornminne |
| Alunda 409:1                   | Stensättning                     |              | Alunda, Uppland     |              | 60.131851, 18.125882 | 10020304090001 | Ladda upp en bild av detta fornminne |
| Alunda 411:1                   | Hög                              |              | Alunda, Uppland     |              | 60.109145, 18.119572 | 10020304110001 | Ladda upp en bild av detta fornminne |
| Alunda 411:2                   | Hög                              |              | Alunda, Uppland     |              | 60.109073, 18.119411 | 10020304110002 | Ladda upp en bild av detta fornminne |
| Alunda 412:1                   | Gravfält                         |              | Alunda, Uppland     |              | 60.109689, 18.104106 | 10020304120001 | Ladda upp en bild av detta fornminne |
| Alunda 413:1                   | Stensättning                     |              | Alunda, Uppland     |              | 60.116748, 18.137630 | 10020304130001 | Ladda upp en bild av detta fornminne |
| Alunda 413:2                   | Stensättning                     |              | Alunda, Uppland     |              | 60.116644, 18.137654 | 10020304130002 | Ladda upp en bild av detta fornminne |
| Alunda 416:1                   | Gravfält                         |              | Alunda, Uppland     |              | 60.119797, 18.125773 | 10020304160001 | Ladda upp en bild av detta fornminne |
| Alunda 417:1                   | Stensättning                     |              | Alunda, Uppland     |              | 60.133677, 18.145385 | 10020304170001 | Ladda upp en bild av detta fornminne |
| Alunda 417:2                   | Stensättning                     |              | Alunda, Uppland     |              | 60.133669, 18.145133 | 10020304170002 | Ladda upp en bild av detta fornminne |
| Alunda 417:3                   | Stensättning                     |              | Alunda, Uppland     |              | 60.133673, 18.144820 | 10020304170003 | Ladda upp en bild av detta fornminne |
| Alunda 418:1                   | Röse                             |              | Alunda, Uppland     |              | 60.130191, 18.137753 | 10020304180001 | Ladda upp en bild av detta fornminne |
| Alunda 419:1                   | Stensättning                     |              | Alunda, Uppland     |              | 60.131738, 18.138541 | 10020304190001 | Ladda upp en bild av detta fornminne |
| Alunda 419:2                   | Stensättning                     |              | Alunda, Uppland     |              | 60.131773, 18.138912 | 10020304190002 | Ladda upp en bild av detta fornminne |
| Alunda 426:1                   | Husgrund, förhistorisk/medeltida |              | Alunda, Uppland     |              | 60.060747, 18.020264 | 10020304260001 | Ladda upp en bild av detta fornminne |
| Alunda 439:1                   | Gravfält                         |              | Alunda, Uppland     |              | 60.034155, 18.018351 | 10020304390001 | Ladda upp en bild av detta fornminne |
| Alunda 442:1                   | Stensättning                     |              | Alunda, Uppland     |              | 60.146776, 18.136746 | 10020304420001 | Ladda upp en bild av detta fornminne |
| Alunda 442:2                   | Stensättning                     |              | Alunda, Uppland     |              | 60.146718, 18.136628 | 10020304420002 | Ladda upp en bild av detta fornminne |
| Alunda 443:1                   | Gravfält                         |              | Alunda, Uppland     |              | 60.146103, 18.134249 | 10020304430001 | Ladda upp en bild av detta fornminne |
| Alunda 444:2                   | Röse                             |              | Alunda, Uppland     |              | 60.145760, 18.130858 | 10020304440002 | Ladda upp en bild av detta fornminne |
| Alunda 446:1                   | Stensättning                     |              | Alunda, Uppland     |              | 60.136405, 18.122493 | 10020304460001 | Ladda upp en bild av detta fornminne |
| Alunda 447:1                   | Stensättning                     |              | Alunda, Uppland     |              | 60.133840, 18.126594 | 10020304470001 | Ladda upp en bild av detta fornminne |
| Alunda 448:1                   | Röse                             |              | Alunda, Uppland     |              | 60.144892, 18.138176 | 10020304480001 | Ladda upp en bild av detta fornminne |
| Alunda 448:2                   | Stensättning                     |              | Alunda, Uppland     |              | 60.144989, 18.138310 | 10020304480002 | Ladda upp en bild av detta fornminne |
| Alunda 501:1                   | Röse                             |              | Alunda, Uppland     |              | 60.080972, 18.105504 | 10020305010001 | Ladda upp en bild av detta fornminne |
| Alunda 502:1                   | Gravfält                         |              | Alunda, Uppland     |              | 60.081832, 18.105103 | 10020305020001 | Ladda upp en bild av detta fornminne |
| Alunda 503:1                   | Stensättning                     |              | Alunda, Uppland     |              | 60.082220, 18.103029 | 10020305030001 | Ladda upp en bild av detta fornminne |
| Alunda 504:1                   | Gravfält                         |              | Alunda, Uppland     |              | 60.081011, 18.109913 | 10020305040001 | Ladda upp en bild av detta fornminne |
| Alunda 508:1                   | Gravfält                         |              | Alunda, Uppland     |              | 60.081865, 18.117533 | 10020305080001 | Ladda upp en bild av detta fornminne |
| Alunda 509:1                   | Gravfält                         |              | Alunda, Uppland     |              | 60.079427, 18.114433 | 10020305090001 | Ladda upp en bild av detta fornminne |
| Alunda 510:1                   | Stensättning                     |              | Alunda, Uppland     |              | 60.064670, 18.089653 | 10020305100001 | Ladda upp en bild av detta fornminne |
| Alunda 512:1                   | Gravfält                         |              | Alunda, Uppland     |              | 60.059975, 18.109005 | 10020305120001 | Ladda upp en bild av detta fornminne |
| Alunda 513:1                   | Stensättning                     |              | Alunda, Uppland     |              | 60.060083, 18.167131 | 10020305130001 | Ladda upp en bild av detta fornminne |
| Alunda 514:1                   | Grav- och boplatsområde          |              | Alunda, Uppland     |              | 60.060583, 18.164419 | 10020305140001 | Ladda upp en bild av detta fornminne |
| Alunda 515:1                   | Hög                              |              | Alunda, Uppland     |              | 60.066235, 18.168497 | 10020305150001 | Ladda upp en bild av detta fornminne |
| Alunda 515:2                   | Stensättning                     |              | Alunda, Uppland     |              | 60.066359, 18.168657 | 10020305150002 | Ladda upp en bild av detta fornminne |
| Alunda 515:3                   | Stensättning                     |              | Alunda, Uppland     |              | 60.066071, 18.168693 | 10020305150003 | Ladda upp en bild av detta fornminne |
| Alunda 515:4                   | Stensättning                     |              | Alunda, Uppland     |              | 60.066139, 18.168943 | 10020305150004 | Ladda upp en bild av detta fornminne |
| Alunda 517:1                   | Gravfält                         |              | Alunda, Uppland     |              | 60.052993, 18.177882 | 10020305170001 | Ladda upp en bild av detta fornminne |
| Alunda 519:1                   | Gravfält                         |              | Alunda, Uppland     |              | 60.031003, 18.208197 | 10020305190001 | Ladda upp en bild av detta fornminne |
| Alunda 522:1                   | Gravfält                         |              | Alunda, Uppland     |              | 60.035076, 18.226337 | 10020305220001 | Ladda upp en bild av detta fornminne |
| Alunda 531:1                   | Gravfält                         |              | Alunda, Uppland     |              | 60.038178, 18.049468 | 10020305310001 | Ladda upp en bild av detta fornminne |
| Alunda 533:1                   | Gravfält                         |              | Alunda, Uppland     |              | 60.038393, 18.059393 | 10020305330001 | Ladda upp en bild av detta fornminne |
| Alunda 534:1                   | Röse                             |              | Alunda, Uppland     |              | 60.080505, 18.053335 | 10020305340001 | Ladda upp en bild av detta fornminne |
| Alunda 534:2                   | Röse                             |              | Alunda, Uppland     |              | 60.080407, 18.053232 | 10020305340002 | Ladda upp en bild av detta fornminne |
| Alunda 535:1                   | Röse                             |              | Alunda, Uppland     |              | 60.082241, 18.052754 | 10020305350001 | Ladda upp en bild av detta fornminne |
| Alunda 536:1                   | Gravfält                         |              | Alunda, Uppland     |              | 60.082568, 18.054205 | 10020305360001 | Ladda upp en bild av detta fornminne |
| Alunda 539:1                   | Gravfält                         |              | Alunda, Uppland     |              | 60.059749, 18.166006 | 10020305390001 | Ladda upp en bild av detta fornminne |
| Alunda 540:1                   | Gravfält                         |              | Alunda, Uppland     |              | 60.061055, 18.160718 | 10020305400001 | Ladda upp en bild av detta fornminne |
| Alunda 601:1                   | Stensättning                     |              | Alunda, Uppland     |              | 60.085358, 18.128163 | 10020306010001 | Ladda upp en bild av detta fornminne |
| Alunda 601:2                   | Stensättning                     |              | Alunda, Uppland     |              | 60.085264, 18.128353 | 10020306010002 | Ladda upp en bild av detta fornminne |
| Alunda 602:1                   | Röse                             |              | Alunda, Uppland     |              | 60.089235, 18.132089 | 10020306020001 | Ladda upp en bild av detta fornminne |
| Alunda 603:1                   | Gravfält                         |              | Alunda, Uppland     |              | 60.087081, 18.134645 | 10020306030001 | Ladda upp en bild av detta fornminne |
| Alunda 604:1                   | Gravfält                         |              | Alunda, Uppland     |              | 60.090304, 18.123338 | 10020306040001 | Ladda upp en bild av detta fornminne |
| Alunda 605:1                   | Gravfält                         |              | Alunda, Uppland     |              | 60.088037, 18.119707 | 10020306050001 | Ladda upp en bild av detta fornminne |
| Alunda 606:1                   | Hällristning                     |              | Alunda, Uppland     |              | 60.092238, 18.116768 | 10020306060001 | Ladda upp en bild av detta fornminne |
| Alunda 607:1                   | Hällristning                     |              | Alunda, Uppland     |              | 60.092566, 18.120046 | 10020306070001 | Ladda upp en bild av detta fornminne |
| Alunda 608:1                   | Hällristning                     |              | Alunda, Uppland     |              | 60.092007, 18.117324 | 10020306080001 | Ladda upp en bild av detta fornminne |
| Alunda 609:1                   | Gravfält                         |              | Alunda, Uppland     |              | 60.092571, 18.115544 | 10020306090001 | Ladda upp en bild av detta fornminne |
| Alunda 611:1                   | Gravfält                         |              | Alunda, Uppland     |              | 60.095916, 18.111152 | 10020306110001 | Ladda upp en bild av detta fornminne |
| Alunda 613:1                   | Stensättning                     |              | Alunda, Uppland     |              | 60.101413, 18.109639 | 10020306130001 | Ladda upp en bild av detta fornminne |
| Alunda 613:2                   | Röse                             |              | Alunda, Uppland     |              | 60.101242, 18.110169 | 10020306130002 | Ladda upp en bild av detta fornminne |
| Alunda 614:1                   | Gravfält                         |              | Alunda, Uppland     |              | 60.100498, 18.105621 | 10020306140001 | Ladda upp en bild av detta fornminne |
| Alunda 616:1                   | Gravfält                         |              | Alunda, Uppland     |              | 60.103803, 18.103795 | 10020306160001 | Ladda upp en bild av detta fornminne |
| Alunda 616:2                   | Hällristning                     |              | Alunda, Uppland     |              | 60.103991, 18.103469 | 10020306160002 | Ladda upp en bild av detta fornminne |
| Alunda 619:1                   | Stensättning                     |              | Alunda, Uppland     |              | 60.099307, 18.101057 | 10020306190001 | Ladda upp en bild av detta fornminne |
| Alunda 625:1                   | Stensättning                     |              | Alunda, Uppland     |              | 60.134736, 18.141346 | 10020306250001 | Ladda upp en bild av detta fornminne |
| Alunda 625:2                   | Stensättning                     |              | Alunda, Uppland     |              | 60.134594, 18.141252 | 10020306250002 | Ladda upp en bild av detta fornminne |
| Alunda 627:1                   | Stensättning                     |              | Alunda, Uppland     |              | 60.089423, 18.143182 | 10020306270001 | Ladda upp en bild av detta fornminne |
| Alunda 629:1                   | Stensättning                     |              | Alunda, Uppland     |              | 60.093461, 18.143624 | 10020306290001 | Ladda upp en bild av detta fornminne |
| Alunda 630:1                   | Gravfält                         |              | Alunda, Uppland     |              | 60.099404, 18.148230 | 10020306300001 | Ladda upp en bild av detta fornminne |
| Alunda 633:1                   | Gravfält                         |              | Alunda, Uppland     |              | 60.126388, 18.180116 | 10020306330001 | Ladda upp en bild av detta fornminne |
| Alunda 634:1                   | Stensättning                     |              | Alunda, Uppland     |              | 60.120463, 18.170703 | 10020306340001 | Ladda upp en bild av detta fornminne |
| Alunda 634:2                   | Stensättning                     |              | Alunda, Uppland     |              | 60.120372, 18.170652 | 10020306340002 | Ladda upp en bild av detta fornminne |
| Alunda 634:3                   | Stensättning                     |              | Alunda, Uppland     |              | 60.120270, 18.170625 | 10020306340003 | Ladda upp en bild av detta fornminne |
| Alunda 637:1                   | Lägenhetsbebyggelse              |              | Alunda, Uppland     |              | 60.121327, 18.172786 | 10020306370001 | Ladda upp en bild av detta fornminne |
| Alunda 638:1                   | Stensättning                     |              | Alunda, Uppland     |              | 60.098568, 18.149200 | 10020306380001 | Ladda upp en bild av detta fornminne |
| Alunda 641:1                   | Gravfält                         |              | Alunda, Uppland     |              | 60.099590, 18.146926 | 10020306410001 | Ladda upp en bild av detta fornminne |
| Alunda 644:1                   | Gravfält                         |              | Alunda, Uppland     |              | 60.098513, 18.142937 | 10020306440001 | Ladda upp en bild av detta fornminne |
| Alunda 646:1                   | Husgrund, förhistorisk/medeltida |              | Alunda, Uppland     |              | 60.100055, 18.143921 | 10020306460001 | Ladda upp en bild av detta fornminne |
| Alunda 646:2                   | Husgrund, förhistorisk/medeltida |              | Alunda, Uppland     |              | 60.100326, 18.144375 | 10020306460002 | Ladda upp en bild av detta fornminne |
| Alunda 647:1                   | Stensättning                     |              | Alunda, Uppland     |              | 60.100736, 18.143986 | 10020306470001 | Ladda upp en bild av detta fornminne |
| Alunda 648:1                   | Gravfält                         |              | Alunda, Uppland     |              | 60.101010, 18.142431 | 10020306480001 | Ladda upp en bild av detta fornminne |
| Alunda 651:1                   | Gravfält                         |              | Alunda, Uppland     |              | 60.132966, 18.163931 | 10020306510001 | Ladda upp en bild av detta fornminne |
| Alunda 654:1                   | Stensättning                     |              | Alunda, Uppland     |              | 60.121586, 18.155205 | 10020306540001 | Ladda upp en bild av detta fornminne |
| Alunda 655:1                   | Gravfält                         |              | Alunda, Uppland     |              | 60.126919, 18.162989 | 10020306550001 | Ladda upp en bild av detta fornminne |
| Alunda 658:1                   | Gravfält                         |              | Alunda, Uppland     |              | 60.118019, 18.160901 | 10020306580001 | Ladda upp en bild av detta fornminne |
| Alunda 659:1                   | Gravfält                         |              | Alunda, Uppland     |              | 60.118496, 18.158268 | 10020306590001 | Ladda upp en bild av detta fornminne |
| Alunda 660:1                   | Husgrund, förhistorisk/medeltida |              | Alunda, Uppland     |              | 60.118748, 18.158787 | 10020306600001 | Ladda upp en bild av detta fornminne |
| Alunda 663:1                   | Gravfält                         |              | Alunda, Uppland     |              | 60.122788, 18.169519 | 10020306630001 | Ladda upp en bild av detta fornminne |
| Alunda 664:1                   | Lägenhetsbebyggelse              |              | Alunda, Uppland     |              | 60.124065, 18.179425 | 10020306640001 | Ladda upp en bild av detta fornminne |
| Alunda 668:1                   | Gravfält                         |              | Alunda, Uppland     |              | 60.125699, 18.176728 | 10020306680001 | Ladda upp en bild av detta fornminne |
| Alunda 669:1                   | Grav- och boplatsområde          |              | Alunda, Uppland     |              | 60.123733, 18.177349 | 10020306690001 | Ladda upp en bild av detta fornminne |
| Alunda 677                     | Röse                             |              | Alunda, Uppland     |              | 60.091285, 18.072128 | 12000000085782 | Ladda upp en bild av detta fornminne |
| Alunda 694                     | Lägenhetsbebyggelse              |              | Alunda, Uppland     |              | 60.091536, 17.949444 | 12000000112954 | Ladda upp en bild av detta fornminne |
| Alunda 696                     | Lägenhetsbebyggelse              |              | Alunda, Uppland     |              | 60.094387, 17.947638 | 12000000112956 | Ladda upp en bild av detta fornminne |
| Ekeby 179:1                    | Stensättning                     |              | Alunda, Uppland     |              | 60.038872, 18.257828 | 10021801790001 | Ladda upp en bild av detta fornminne |